# Rally Albena – Zlatni Piassatzi – Sliven 1982
Rajd Bułgarii 1982 (13. Rally Albena – Zlatni Piassatzi – Sliven) – 13. edycja rajdu samochodowego Rajd Bułgarii rozgrywanego w Bułgarii. Rozgrywany był od 1 do 3 maja 1982 roku. Była to osiemnasta runda Rajdowych Mistrzostw Europy w roku 1982 (rajd miał najwyższy współczynnik – 4) oraz druga runda Rajdowego Pucharu Pokoju i Przyjaźni w roku 1982.

## Klasyfikacja rajdu
| Miejsce                      | Kierowca                     | Pilot                        | Samochód                     | Czas                         | Strata                       |                              |
| Klasyfikacja generalna i ERC | Klasyfikacja generalna i ERC | Klasyfikacja generalna i ERC | Klasyfikacja generalna i ERC | Klasyfikacja generalna i ERC | Klasyfikacja generalna i ERC | Klasyfikacja generalna i ERC |
| ---------------------------- | ---------------------------- | ---------------------------- | ---------------------------- | ---------------------------- | ---------------------------- | ---------------------------- |
| 1.                           | Andrea Zanussi               | Arnaldo Bernacchini          | Fiat 131 Abarth              | 5:31:11                      | 0.0                          |                              |
| 2.                           | Attila Ferjáncz              | János Tandari                | Renault 5 Turbo              | 5:35:32                      | +4:21                        |                              |
| 3.                           | Błażej Krupa                 | Piotr Mystkowski             | Renault 5 Turbo              | 5:37:06                      | +5:55                        |                              |
| 4.                           | Marc Duez                    | Willy Lux                    | Porsche 911 SC               | 5:45:53                      | +14:42                       |                              |
| 5.                           | Radoslav Petkov              | Stoichev Hristo              | Porsche 911 SC               | 5:52:32                      | +21:21                       |                              |
| 6.                           | Leo Pavlík                   | František Šimek              | Renault 5 Alpine             | 5:54:51                      | +23:40                       |                              |
| 7.                           | Svatopluk Kvaizar            | Jan Soukup                   | Škoda 130 RS                 | 6:00:10                      | +28:59                       |                              |
| 8.                           | Georgi Petrov                | Ivan Tonev                   | Renault 5 Alpine             | 6:01:58                      | +30:47                       |                              |
| 9.                           | Tomasz Ciecierzyński         | Ryszard Żyszkowski           | FSO Polonez 2000             | 6:07:48                      | +36:37                       |                              |
| 10.                          | Vello Õunpuu                 | Aarne Timusk                 | Lada VAZ 21011               | 6:19:55                      | +48:44                       |                              |
| Klasyfikacja CoPaF           |                              |                              |                              |                              |                              |                              |
| 1.                           | Leo Pavlík                   | František Šimek              | Renault 5 Alpine             | 5:54:51                      | 0.00                         |                              |
| 2.                           | Svatopluk Kvaizar            | Jan Soukup                   | Škoda 130 RS                 | 6:00:10                      | +5:19                        |                              |
| 3.                           | Georgi Petrov                | Ivan Tonev                   | Renault 5 Alpine             | 6:01:58                      | +7:07                        |                              |
| 4.                           | Tomasz Ciecierzyński         | Ryszard Żyszkowski           | FSO Polonez 2000             | 6:07:48                      | +12:57                       |                              |
| 5.                           | Vello Õunpuu                 | Aarne Timusk                 | Lada VAZ 21011               | 6:19:55                      | +25:04                       |                              |